# Артистичне плавання на Чемпіонаті світу з водних видів спорту 2022 — група, довільна програма
Змагання з артистичного плавання в довільній програмі груп на Чемпіонаті світу з водних видів спорту 2022 відбулися 22 і 24 червня 2022 року.

## Результати
Попередній раунд розпочався 22 червня о 10:00 за місцевим часом. Фінал відбувся 24 червня о 16:00 за місцевим часом.
| Місце | Країна          | Попередній раунд | Попередній раунд | Фінал            | Фінал            |
| Місце | Країна          | Очки             | Місце            | Очки             | Місце            |
| ----- | --------------- | ---------------- | ---------------- | ---------------- | ---------------- |
| 1     | Китай           | 95.8000          | 1                | 96.7000          | 1                |
| 2     | Україна         | 94.3667          | 2                | 95.0000          | 2                |
| 3     | Японія          | 92.7667          | 3                | 93.1333          | 3                |
| 4     | Іспанія         | 91.4333          | 4                | 92.0000          | 4                |
| 5     | Італія          | 91.2667          | 5                | 91.9000          | 5                |
| 6     | Франція         | 89.1000          | 6                | 90.2667          | 6                |
| 7     | Мексика         | 87.5333          | 9                | 88.9667          | 7                |
| 8     | Греція          | 88.4000          | 7                | 88.1667          | 8                |
| 9     | США             | 88.3000          | 8                | 87.4667          | 9                |
| 10    | Ізраїль         | 85.0000          | 10               | 85.5667          | 10               |
| 11    | Казахстан       | 82.5000          | 11               | 83.1667          | 11               |
| 12    | Велика Британія | 82.3667          | 12               | 82.8000          | 12               |
| 13    | Швейцарія       | 81.0333          | 13               | Завершили виступ | Завершили виступ |
| 14    | Бразилія        | 78.8333          | 14               | Завершили виступ | Завершили виступ |
| 15    | Єгипет          | 77.4333          | 15               | Завершили виступ | Завершили виступ |
| 16    | Сінгапур        | 75.4333          | 16               | Завершили виступ | Завершили виступ |
| 17    | Словаччина      | 75.0333          | 17               | Завершили виступ | Завершили виступ |
| 18    | Туреччина       | 69.8667          | 18               | Завершили виступ | Завершили виступ |
| 19    | Таїланд         | 68.5333          | 19               | Завершили виступ | Завершили виступ |
| 20    | Нова Зеландія   | 67.6000          | 20               | Завершили виступ | Завершили виступ |
|       | Канада          | Не стартувала    | Не стартувала    | Не стартувала    | Не стартувала    |